# دایسوکه ایشیهارا
دایسوکه ایشیهارا (انگلیسی: Daisuke Ishihara؛ زادهٔ ۹ دسامبر ۱۹۷۱) بازیکن فوتبال اهل ژاپن است.